# Snaresbrook
Snaresbrook – dzielnica Londynu, w Wielkim Londynie, leżąca w gminie Redbridge. Leży 10,8 km od centrum Londynu. W 2011 roku dzielnica liczyła 11 865 mieszkańców.